# 3-й бомбардировочный авиационный корпус
3-й бомбардировочный авиационный Бобруйско-Берлинский ордена Суворова корпус (3-й бак) — соединение Военно-Воздушных сил (ВВС) Вооруженных Сил РККА, принимавшее участие в боевых действиях Великой Отечественной войны.

## Наименования корпуса
- 3-й бомбардировочный авиационный корпус;
- 3-й бомбардировочный авиационный Бобруйский корпус;
- 3-й бомбардировочный авиационный Бобруйско-Берлинский корпус;
- 3-й бомбардировочный авиационный Бобруйско-Берлинский ордена Суворова корпус;
- 80-й бомбардировочный авиационный Бобруйско-Берлинский ордена Суворова корпус.

## Создание корпуса

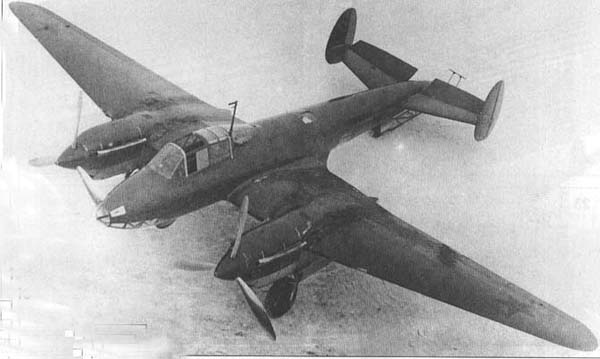
Основной самолёт корпуса Пе-2

3-й бомбардировочный авиационный корпус создан 11 октября 1942 года Приказом НКО СССР № 00217 от 10 октября 1942 года. Корпус формировался с 24 октября 1942 года по 15 января 1943 года в городе Ярославль. В состав корпуса вошли:
- 241-я бомбардировочная авиационная дивизия;
- 301-я бомбардировочная авиационная дивизия.

## Преобразование корпуса
3-й бомбардировочный авиационный Бобруйско-Берлинский ордена Суворова корпус 10 января 1949 года переименован в 80-й бомбардировочный авиационный Бобруйско-Берлинский ордена Суворова корпус

## В действующей армии
В составе действующей армии:
- с 19 января 1943 года по 8 сентября 1944 года, всего 559 дней
- с 25 ноября 1944 года по 9 мая 1945 года, всего 197 дней,

итого — 756 дней

## Командование

### Командир корпуса
| Звание                                           | Имя                            | Период                        | Примечание |
| ------------------------------------------------ | ------------------------------ | ----------------------------- | ---------- |
| генерал-майор авиации, генерал-лейтенант авиации | Каравацкий Афанасий Зиновьевич | 11.10.1942 г. — 01.10.1947 г. |            |
| полковник                                        | Чук Иван Григорьевич           | 12.1947 г. — 12.1948 г.       |            |
| генерал-майор авиации                            | Анисимов Петр Николаевич       | 06.1948 г. — 10.01.1949 г.    |            |

### Начальник штаба
- Генерал-майор авиации Власов, Илья Леонтьевич

## В составе объединений
| Объединение                                                          | Период                  |
| -------------------------------------------------------------------- | ----------------------- |
| Авиация резерва ставки ВГК                                           | 11.10.1942 — 19.01.1943 |
| 15-я воздушная армия Брянский фронт                                  | 19.01.1943 — 03.03.1943 |
| 16-я воздушная армия Центральный фронт                               | 03.03.1943 — 20.10.1943 |
| 16-я воздушная армия Белорусский фронт                               | 20.10.1943 — 24.02.1944 |
| 16-я воздушная армия 1-й Белорусский фронт                           | 24.02.1944 — 05.04.1944 |
| 16-я воздушная армия Белорусский фронт                               | 05.04.1944 — 16.04.1944 |
| 16-я воздушная армия 1-й Белорусский фронт                           | 16.04.1944 — 23.07.1944 |
| 6-я воздушная армия 1-й Белорусский фронт                            | 23.07.1944 — 01.08.1944 |
| 16-я воздушная армия 1-й Белорусский фронт                           | 01.08.1944 — 08.09.1944 |
| Авиация Резерва ставки ВГК                                           | 08.09.1944 — 25.11.1944 |
| 16-я воздушная армия 1-й Белорусский фронт                           | 25.11.1944 — 29.05.1945 |
| 16-я воздушная армия Группа Советских оккупационных войск в Германии | 29.05.1945 — 10.01.1949 |

## Соединения, части и отдельные подразделения корпуса
- 202-я бомбардировочная авиационная дивизия[5] (с 11 октября 1942 года по 16 декабря 1942 года)
  - 91-й истребительный авиационный полк (до 29.10.1942 г.)
  - 188-й истребительный авиационный полк (до 17.11.1942 г.)
  - 179-й истребительный авиационный Ярославский ордена Суворова полк (до 17.11.1942 г.)
  - 66-й истребительный авиационный полк (до 05.11.1942 г.)
  - 39-й бомбардировочный авиационный полк (с 11.11.1942 г.)
  - 797-й бомбардировочный авиационный полк (с 11.11.1942 г.)
- 241-я бомбардировочная авиационная дивизия[5][6] (с 20 ноября 1942 года)
  - 24-й бомбардировочный авиационный полк
  - 128-й бомбардировочный авиационный полк
  - 779-й бомбардировочный авиационный полк (с марта 1943 года)
- 301-я бомбардировочная авиационная дивизия[5](с 10 декабря 1942 года)
  - 34-й бомбардировочный авиационный полк (с 27.011943 г.)
  - 54-й бомбардировочный авиационный полк (с 04.02.1943 г.)
  - 99-й бомбардировочный авиационный полк (с мая 1943 г. по 17.06.1943 г., переименован в 96-й гвардейский бомбардировочный авиационный полк)
  - 96-й гвардейский бомбардировочный авиационный полк (с 17.06.1943 г., переименован из 99-го бомбардировочного авиационного Сталинградского полка).
- 183-я бомбардировочная авиационная дивизия[7] (с апреля 1945 года)
  - 319-й бомбардировочный авиационный полк — с апреля 1945 года до окончания войны.
  - 454-й бомбардировочный авиационный полк — с апреля 1945 года до окончания войны.
  - 540-й бомбардировочный авиационный полк — с апреля 1945 года до окончания войны.
- 398-я отдельная авиационная эскадрилья связи[2]
- 267-я отдельная рота связи[2]
- 85-й отдельный взвод земного обеспечения самолётовождения[2] (с 12.07.1943 г.)
- 37-й отдельный взвод аэрофотослужбы[2] (с 22.07.1943 г.)
- 1844-я военно-почтовая станция[2]

## Участие в операциях и битвах

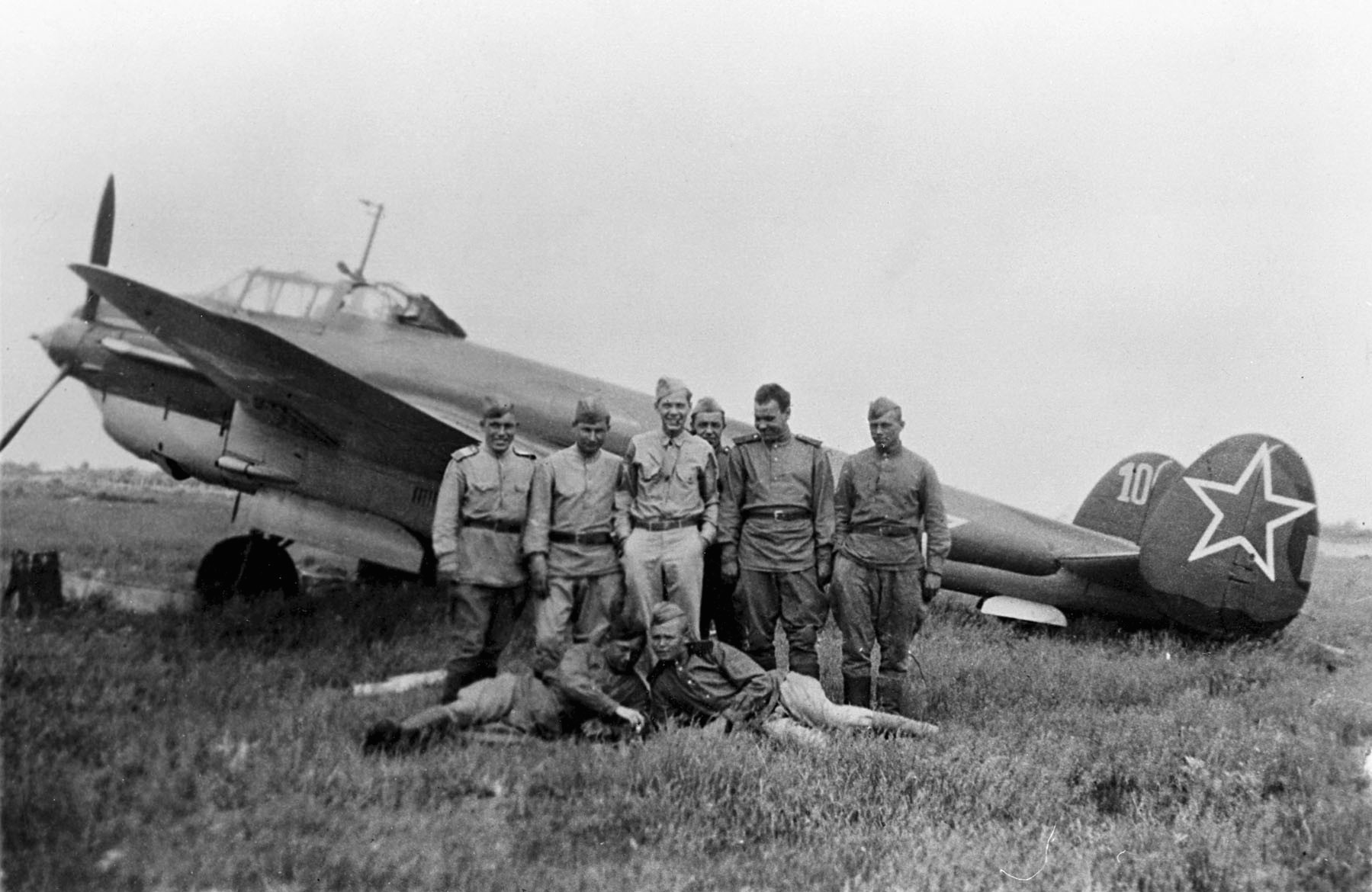
Основной самолёт корпуса Пе-2

- Воронежско-Касторненская операция «Звезда»[3] — с 27 января 1943 года по 2 февраля 1943 года.
- Ржевско-Вяземская операция — с 2 марта 1943 года по 31 марта 1943 года.
- Курская битва[3] — с 5 июля 1943 года по 23 августа 1943 года
  - Орловская операция «Кутузов»[3] — с 12 июля 1943 года по 18 августа 1943 года.
- Битва за Днепр[3] — с 26 августа 1943 года по 23 декабря 1943 года
  - Черниговско-Припятская операция[3] — с 26 августа 1943 года по 30 сентября 1943 года.
  - Гомельско-Речицкая операция[3] — с 10 ноября 1943 года по 30 ноября 1943 года.
- Калинковичско-Мозырская операция — с 8 января 1944 года по 30 января 1944 года.
- Рогачёвско-Жлобинская операция[3] — с 21 февраля 1944 года по 26 февраля 1944 года.
- Белорусская операция «Багратион»[3] — с 23 июня 1944 года по 29 августа 1944 года.
  - Бобруйская операция[3] — с 24 июня 1944 года по 29 июня 1944 года.
  - Минская операция[3] — с 29 июня 1944 года по 4 июля 1944 года.
  - Люблин-Брестская операция[3] — с 18 июля 1944 года по 2 августа 1944 года.
- Висло-Одерская операция[3] — с 12 января 1945 года по 3 февраля 1945 года.
  - Варшавско-Познанская операция — с 14 января 1945 года по 3 февраля 1945 года.
- Восточно-Померанская операция[3] — с 10 февраля 1945 года по 20 марта 1945 года.
- Берлинская операция[3] — с 16 апреля 1945 года по 8 мая 1945 года.

## Гвардейские соединения и части
- 99-й Сталинградский бомбардировочный авиационный полк переименован в 96-й гвардейский Сталинградский бомбардировочный авиационный полк[8]

## Почётные наименования
- 3-му бомбардировочному авиационному корпусу присвоено почётное наименование «Бобруйский»[9]
- 3-му бомбардировочному авиационному Бобруйскому корпусу присвоено почётное наименование «Берлинский»[10].
- 183-й бомбардировочной авиационной дивизии присвоено почётное наименование «Берлинская»[10].
- 241-й бомбардировочной авиационной дивизии присвоено почётное наименование «Речицкая»[11].
- 301-й бомбардировочной авиационной дивизии присвоено почётное наименование «Гомельская»[12].
- 24-му бомбардировочному авиационному полку присвоено почётное наименование «Орловский»[13].
- 34-му бомбардировочному авиационному полку присвоено почётное наименование «Ташкентский»[13].
- 54-му Краснознаменному бомбардировочному авиационному полку присвоено почётное наименование «Клинский»[13].
- 128-му бомбардировочному авиационному полку присвоено почётное наименование «Калининский»[13].
- 319-му бомбардировочному авиационному полку присвоено почётное наименование «Бранденбургский»[14].
- 454-му бомбардировочному авиационному полку присвоено почётное наименование «Бранденбургский»[14].
- 540-му бомбардировочному авиационному полку присвоено почётное наименование «Берлинский»[10].
- 779-му бомбардировочному авиационному полку присвоено почётное наименование «Калинковичский»[15].

## Награды
- 3-й бомбардировочный авиационный корпус за образцовое выполнение заданий командования в боях с немецкими захватчиками при прорыве сильно укрепленной обороны немцев, прикрывающей Бобруйское направление, и проявленные при этом доблесть и мужество Указом Президиума Верховного Совета СССР от 2 июля 1944 года награждён орденом Суворова II степени[16][17]
- 241-я бомбардировочная авиационная Речицкая дивизия за образцовое выполнение заданий командования в боях с немецкими захватчиками при прорыве обороны немцев и наступлении на Берлин и проявленные при этом доблесть и мужество Указом Президиума Верховного Совета СССР от 28 мая 1945 года награждена орденом Кутузова II степени[18].
- 24-й бомбардировочный авиационный Орловский Краснознаменный полк Указом Президиума Верховного Совета СССР от 29 марта 1945 года награждён орденом Суворова III степени.
- 24-й бомбардировочный авиационный Орловский полк Указом Президиума Верховного Совета СССР награждён орденом Красного Знамени
- 34-й бомбардировочный авиационный Ташкентский полк Указом Президиума Верховного Совета СССР от 2 сентября 1943 года за образцовое выполнение заданий командования на фронте борьбы с немецкими захватчиками и проявленные при этом доблесть и мужество награждён орденом Красного Знамени[18].
- 34-й бомбардировочный авиационный Ташкентский Краснознаменный полк Указом Президиума Верховного Совета СССР от 5 апреля 1945 года за образцовое выполнение заданий командования в боях с немецкими захватчиками при овладении городом и крепостью Познань и проявленные при этом доблесть и мужество награждён орденом Кутузова III степени[19].
- 34-й бомбардировочный авиационный Ташкентский Краснознаменный ордена Кутузова полк Указом Президиума Верховного Совета СССР от 11 июня 1945 года за образцовое выполнение заданий командования в боях с немецкими захватчиками при овладении столицей Германии городом Берлин и проявленные при этом доблесть и мужество награждён орденом Суворова III степени[19].
- 96-й гвардейский бомбардировочный авиационный Сталинградский Краснознаменный полк Указом Президиума Верховного Совета СССР на основании Приказа ВГК № 284 от 23 февраля 1945 года награждён орденом Кутузова III степени.
- 54-й бомбардировочный авиационный Клинский Краснознаменный полк Указом Президиума Верховного Совета СССР на основании Приказа ВГК № 359 от 2 мая 1945 года награждён орденом Кутузова III степени.
- 96-й гвардейский бомбардировочный авиационный Сталинградский полк Указом Президиума Верховного Совета СССР награждён орденом Красного Знамени.
- 128-й бомбардировочный авиационный Калининский полк Указом Президиума Верховного Совета СССР на основании Приказа ВГК № 223 от 19 января 1945 года награждён орденом Суворова III степени.
- 128-й бомбардировочный авиационный Калининский ордена Суворова полк Указом Президиума Верховного Совета СССР на основании Приказа ВГК № 359 от 2 мая 1945 года награждён орденом Красного Знамени.
- 779-й бомбардировочный авиационный Калинковичский полк Указом Президиума Верховного Совета СССР на основании Приказа ВГК № 223 от 19 января 1945 года награждён орденом Кутузова III степени.

## Благодарности Верховного Главнокомандующего
- За отличие при прорыве сильно укрепленной полосы обороны противника в районе Севска, стремительное наступление и овладение городами Севск, Глухов и Рыльск, вступление на Северную Украину[20].
- За прорыв обороны немцев на бобруйском направлении, юго-западнее города Жлобин и севернее города Рогачев[21].
- За отличие в боях при овладении городом и крупной железнодорожной станцией Бобруйск — важным узлом коммуникаций и мощным опорным пунктом обороны немцев, прикрывающим направления на Минск и Барановичи[22].
- За отличие в боях при овладении городом Варшава — важнейшим стратегическим узлом обороны немцев на реке Висла[23].
- За отличие в боях при овладении городами Лодзь, Кутно, Томашув (Томашов), Гостынин и Ленчица[24].
- За отличие в боях при овладении городами Влоцлавек и Бжесць-Куявски — крупными узлами коммуникаций и опорными пунктами обороны немцев на левом берегу Вислы, при форсировании реки Варта и овладении с боем город Коло[25].
- За отличие в боях при овладении городами Франкфурт-на-Одере, Вандлитц, Ораниенбург, Биркенвердер, Геннигсдорф, Панков, Фридрихсфелъде, Карлсхорст, Кепеник и вступление в столицу Германии город Берлин[26].
- За отличие в боях при штурме и овладении городом Бранденбург — центром Бранденбургской провинции и мощным опорным пунктом обороны немцев в Центральной Германии[27].
- За отличие в боях при разгроме берлинской группы немецких войск овладением столицы Германии городом Берлин — центром немецкого империализма и очагом немецкой агрессии[28].

## Герои Советского Союза
| - Андрюшин Яков Иванович, капитан, командир эскадрильи 128-го ближнего бомбардировочного авиационного полка 241-й бомбардировочной авиационной дивизии 3-го бомбардировочного авиационного корпуса 16-й воздушной армии Указом Президиума Верховного Совета СССР от 24 августа 1943 года удостоен звания Герой Советского Союза. Золотая Звезда № 1075. - Алексеев Григорий Федотович, старшина, стрелок-радист 128-го ближнего бомбардировочного авиационного полка 241-й бомбардировочной авиационной дивизии 3-го бомбардировочного авиационного корпуса 16-й воздушной армии Указом Президиума Верховного Совета СССР от 15 мая 1946 года удостоен звания Герой Советского Союза. Золотая Звезда № 9075. - Анпилов Анатолий Андреевич, капитан, командир эскадрильи 779-го бомбардировочного авиационного полка 241-й бомбардировочной авиационной дивизии 3-го бомбардировочного авиационного корпуса 16-й воздушной армии Указом Президиума Верховного Совета СССР от 1 июля 1944 года удостоен звания Герой Советского Союза. Золотая Звезда № 4382. - Бучавый, Валентин Романович, старший лейтенант, заместитель командира эскадрильи 34-го Ташкентского бомбардировочного авиационного полка 301-й бомбардировочной авиационной дивизии 3-го бомбардировочного авиационного корпуса 16-й воздушной армии 1-го Белорусского фронта Указом Президиума Верховного Совета СССР от 15 мая 1946 года удостоен звания Герой Советского Союза. Золотая Звезда № 7041. - Гончаров Яков Игнатьевич, Гвардии старший лейтенант, начальник связи эскадрильи 96-го гвардейского бомбардировочного авиационного полка 301-й бомбардировочной авиационной дивизии 3-го бомбардировочного авиационного корпуса 16-й воздушной армии Указом Президиума Верховного Совета СССР от 15 мая 1946 года удостоен звания Герой Советского Союза. Золотая Звезда № 7038 - Давиденко Степан Павлович, капитан, штурман эскадрильи 24-го скоростного бомбардировочного авиационного полка 241-й бомбардировочной авиационной дивизии 3-го бомбардировочного авиационного корпуса 16-й воздушной армии Указом Президиума Верховного Совета СССР от 4 февраля 1944 года удостоен звания Герой Советского Союза. Золотая Звезда № 3217 - Дельцов Павел Андреевич, капитан, командир эскадрильи 24-го скоростного бомбардировочного авиационного полка 241-й бомбардировочной авиационной дивизии 3-го бомбардировочного авиационного корпуса 16-й воздушной армии Указом Президиума Верховного Совета СССР от 13 апреля 1944 года удостоен звания Герой Советского Союза. Золотая Звезда № 3535 - Козленко Петр Алексеевич, капитан, штурман эскадрильи 24-го бомбардировочного авиационного полка 241-й бомбардировочной авиационной дивизии 3-го бомбардировочного авиационного корпуса 16-й воздушной армии Указом Президиума Верховного Совета СССР от 15 мая 1946 года удостоен звания Герой Советского Союза. Золотая Звезда № 7042 - Леонтьев Василий Александрович, старший лейтенант, заместитель командира эскадрильи 24-го скоростного бомбардировочного авиационного полка 241-й бомбардировочной авиационной дивизии 3-го бомбардировочного авиационного корпуса 16-й воздушной армии Указом Президиума Верховного Совета СССР от 15 мая 1946 года удостоен звания Герой Советского Союза. Золотая Звезда № 7043 - Маликов Илья Антонович, старший лейтенант, командир звена 128-го ближнего бомбардировочного авиационного полка 241-й бомбардировочной авиационной дивизии 3-го бомбардировочного авиационного корпуса 16-й воздушной армии Указом Президиума Верховного Совета СССР от 15 мая 1946 года удостоен звания Герой Советского Союза. Золотая Звезда № 7035 - Мизинов Михаил Петрович, старший лейтенант, командир звена 128-го ближнего бомбардировочного авиационного полка 241-й бомбардировочной авиационной дивизии 3-го бомбардировочного авиационного корпуса 16-й воздушной армии Указом Президиума Верховного Совета СССР от 24 августа 1943 года удостоен звания Герой Советского Союза. Золотая Звезда № 1718 - Мишанов Николай Дмитриевич, Гвардии капитан, заместитель командира эскадрильи 96-го гвардейского бомбардировочного авиационного полка 301-й бомбардировочной авиационной дивизии 3-го бомбардировочного авиационного корпуса 16-й воздушной армии Указом Президиума Верховного Совета СССР от 15 мая 1946 года удостоен звания Герой Советского Союза. Золотая Звезда № 2874 - Павлов Михаил Никитович, старший лейтенант, штурман эскадрильи 128-го ближнего бомбардировочного авиационного полка 241-й бомбардировочной авиационной дивизии 3-го бомбардировочного авиационного корпуса 16-й воздушной армии Указом Президиума Верховного Совета СССР от 13 апреля 1944 года удостоен звания Герой Советского Союза. Посмертно - Паршин Фёдор Игнатьевич, капитан, командир эскадрильи 128-го ближнего бомбардировочного авиационного полка 241-й бомбардировочной авиационной дивизии 3-го бомбардировочного авиационного корпуса 16-й воздушной армии Указом Президиума Верховного Совета СССР от 26 октября 1944 года удостоен звания Герой Советского Союза. Золотая Звезда № 3112 - Свиридов Алексей Андреевич, старший лейтенант, командир эскадрильи 128-го ближнего бомбардировочного авиационного полка 241-й бомбардировочной авиационной дивизии 3-го бомбардировочного авиационного корпуса 16-й воздушной армии Указом Президиума Верховного Совета СССР от 13 апреля 1944 года удостоен звания Герой Советского Союза. Посмертно - Сорокин Виталий Андреевич, лейтенант, командир звена 24-го скоростного бомбардировочного авиационного полка 241-й бомбардировочной авиационной дивизии 3-го бомбардировочного авиационного корпуса 16-й воздушной армии Указом Президиума Верховного Совета СССР от 15 мая 1946 года удостоен звания Герой Советского Союза. Золотая Звезда № 6148. - Старостин Николай Фёдорович, старший лейтенант, штурман эскадрильи 128-го ближнего бомбардировочного авиационного полка 241-й бомбардировочной авиационной дивизии 3-го бомбардировочного авиационного корпуса 16-й воздушной армии Указом Президиума Верховного Совета СССР от 4 февраля 1944 года удостоен звания Герой Советского Союза. Золотая Звезда № 3253 - Стратиевский Натан Борисович, Гвардии младший лейтенант, стрелок радист 96-го гвардейского бомбардировочного авиационного полка 301-й бомбардировочной авиационной дивизии 3-го бомбардировочного авиационного корпуса 16-й воздушной армии Указом Президиума Верховного Совета СССР от 23 февраля 1945 года удостоен звания Герой Советского Союза. Золотая Звезда № 5365 - Фадеев Александр Ильич, Гвардии майор, командир эскадрильи 96-го гвардейского бомбардировочного авиационного полка 301-й бомбардировочной авиационной дивизии 3-го бомбардировочного авиационного корпуса 16-й воздушной армии Указом Президиума Верховного Совета СССР от 15 мая 1946 года удостоен звания Герой Советского Союза. Золотая Звезда № 7039 - Федоренко Николай Владимирович, полковник, главный штурман 3-го бомбардировочного авиационного корпуса 16-й воздушной армии Указом Президиума Верховного Совета СССР от 15 мая 1946 года удостоен звания Герой Советского Союза. Золотая Медаль № 8997 - Фильченков Сергей Яковлевич, лейтенант, штурман экипажа 128-го ближнего бомбардировочного авиационного полка 241-й бомбардировочной авиационной дивизии 3-го бомбардировочного авиационного корпуса 16-й воздушной армии Указом Президиума Верховного Совета СССР от 26 октября 1944 года удостоен звания Герой Советского Союза. Золотая Звезда № 3106 - Царегородский Алексей Андрианович, Гвардии капитан, штурман эскадрильи 96-го гвардейского бомбардировочного авиационного полка 301-й бомбардировочной авиационной дивизии 3-го бомбардировочного авиационного корпуса 16-й воздушной армии Указом Президиума Верховного Совета СССР от 15 мая 1946 года удостоен звания Герой Советского Союза. Золотая Звезда № 7040 - Щеглов Степан Степанович, капитан, штурман эскадрильи 128-го ближнего бомбардировочного авиационного полка 241-й бомбардировочной авиационной дивизии 3-го бомбардировочного авиационного корпуса 16-й воздушной армии Указом Президиума Верховного Совета СССР от 15 мая 1946 года удостоен звания Герой Советского Союза. Золотая Звезда № 7037 |

## Боевые эпизоды
- Боевые эпизоды корпуса на сайте Авиаторы Второй мировой Архивная копия от 14 июля 2014 на Wayback Machine

## Послевоенная история корпуса
После войны корпус продолжал базироваться на территории Германии на аэродроме Финов и входил в состав 16-й воздушной армии.
В состав корпуса по состоянию на май 1945 года входили:
- 183-я бомбардировочная авиационная Берлинская дивизия (Ораниембург, Германия)[29]:
  - 319-й бомбардировочный авиационный Бранденбургский полк;
  - 454-й бомбардировочный авиационный Бранденбургский полк;
  - 540-й бомбардировочный авиационный Берлинский полк;
- 241-я авиационная бомбардировочная Речицкая ордена Кутузова дивизия (Вернойхен, Германия)[29]:
  - 24-й бомбардировочный авиационный Орловский Краснознаменный ордена Суворова полк;
  - 128-й бомбардировочный авиационный Калининский Краснознаменный ордена Суворова полк;
  - 779-й бомбардировочный авиационный Калинковичский ордена Кутузова полк;
- 301-я бомбардировочная авиационная Гомельская ордена Кутузова дивизия (Финов, Германия)[29]:
  - 34-й бомбардировочный авиационный Ташкентский Краснознаменный орденов Суворова и Кутузова полк;
  - 54-й бомбардировочный авиационный Клинский ордена Кутузова полк;
  - 96-й гвардейский бомбардировочный авиационный Сталинградский полк.

В процессе реорганизации 16-й воздушной армии в составе корпуса к середине 1946 года остались:
- 241-я авиационная бомбардировочная Речицкая ордена Кутузова дивизия (Вернойхен, Германия)[29];
- 301-я бомбардировочная авиационная Гомельская ордена Кутузова дивизия (Финов, Германия)[29].

В феврале 1949 года корпус и его дивизии были переименованы:
- корпус стал именоваться 80-й бомбардировочный авиационный корпус,
- 241-я авиационная бомбардировочная Речицкая ордена Кутузова дивизия — 140-я авиационная бомбардировочная Речицкая ордена Кутузова дивизия[29];
- 301-я бомбардировочная авиационная Гомельская ордена Кутузова дивизия — 268-я бомбардировочная авиационная Гомельская ордена Кутузова дивизия[29].

В 1951 году перебазировались:
- 80-й бомбардировочный авиационный корпус (штаб и управление) на аэродром Котбус[29];
- 268-я бомбардировочная авиационная Гомельская ордена Кутузова дивизия на аэродром Котбус[29].

В июле 1953 года 140-я бомбардировочная авиационная дивизия и 268-я бомбардировочная авиационная дивизия выведены из Германии на территорию СССР, корпус расформирован.